# Polski standard TV analogowej D1
Polski standard TV analogowej D1 – powstał w Polsce wraz z wprowadzeniem fonii NICAM. Próbne transmisje sygnału telewizyjnego TVP z fonią NICAM zapoczątkowano w 1994 r., zaś regularną emisję rozpoczęto w styczniu 1997 r. 
Aby umożliwić transmisję fonii NICAM na podnośnej 5,85 MHz, w standardzie D ograniczono prawą wstęgę wizji z 6 do 5 MHz, kształtując sygnał składowy wizji tak, jak dla standardu B i G, zachowując jednak nominalną szerokości kanału 8 MHz i niezmienione parametry fonii podstawowej. Tak zmodyfikowany standard D znany jest jako standard D1. Oznaczenie „D1” pojawiło się od drugiej połowy lat dziewięćdziesiątych w publikacjach Instytutu Łączności, w wymaganiach technicznych Ministra Łączności, a także w koncesjach nadawczych. 
Tę zmianę standardu z D i K na D1 wprowadzono niepostrzeżenie, gdyż najczęściej nie wiązało się to z jakimikolwiek modyfikacjami technicznymi u nadawców. Już bowiem znacznie wcześniej nadawcy bezwiednie stosowali nie nazwany jeszcze standard D1, a to za sprawą producentów urządzeń nadawczych i modulatorów dla potrzeb telewizji kablowej, którzy od dawna używali jednego typu filtrów kształtujących sygnał składowej wizji, uniwersalnych dla standardów B, G, D i K. Dobrowolnie ograniczali w ten sposób górną wstęgę wizji do 5 MHz i to niezależnie od tego czy i jakie sygnały składowe fonii analogowej i (lub) cyfrowej zawierał sygnał telewizyjny. Było to zresztą uzasadnione faktem, że w tamtym czasie w zasadzie nie było już na rynku odbiorników, które byłyby w stanie odebrać pełne wizyjne pasmo 6 MHz, gdyż w odbiornikach (przeważnie zresztą wielosystemowych) stosowano dla standardów B, G, D i K również uniwersalne, 5 megahercowe filtry kształtujące częstotliwość pośrednią wizji. 
| PARAMETR                                                                                           | D1 w emisji antenowej (dotyczyło okresu przed 2013-07-24) | D1 w transmisjach przewodowych |
| -------------------------------------------------------------------------------------------------- | --------------------------------------------------------- | ------------------------------ |
| 1. Sygnał składowy wizji:                                                                          | Jak dla standardów: B, G                                  | Jak dla standardów: B, G       |
| 1.1. Nominalna szerokość górnej wstęgi bocznej:                                                    | 5,0 MHz                                                   | 5,0 MHz                        |
| 1.2. Nominalna szerokość dolnej wstęgi bocznej:                                                    | 0,75 MHz                                                  | 0,75 MHz                       |
| 1.3. System chrominancji PAL:                                                                      | + 4,43 MHz                                                | + 4,43 MHz                     |
| 1.4. System chrominancji SECAM:                                                                    | Nie stosowało się                                         | + 4,25 i + 4,41 MHz            |
| 1.5. Rodzaj i polaryzacja modulacji wizji:                                                         | C3F neg.                                                  | C3F neg.                       |
| 2. Sygnał składowy fonii analogowej:                                                               | Jak dla standardów: D, K                                  | Jak dla standardów: D, K       |
| 2.1. Rodzaj modulacji:                                                                             | F3E                                                       | F3E                            |
| 2.2. Częstotliwość nośnej fonii analogowej w stosunku do nośnej wizji:                             | + 6,5 MHz                                                 | + 6,5 MHz                      |
| 2.3 Preemfaza                                                                                      | 50 µs                                                     | 50 µs                          |
| 2.4. Stosunek mocy wartości szczytowej nośnej wizji i nośnej fonii analogowej:                     | 20:1                                                      | 20:1                           |
| 2.5. Częstotliwość nośna drugiej fonii analogowej (stereo A2) w stosunku do nośnej wizji:          | Nie stosowało się                                         | 6,258 MHz                      |
| 2.6. Stosunek mocy wartości szczytowej nośnej wizji i nośnej drugiej fonii analogowej (stereo A2): | Nie stosowało się                                         | 100:1                          |
| 3. Sygnał składowy fonii cyfrowej:                                                                 | NICAM                                                     | NICAM                          |
| 3.1. Rodzaj modulacji:                                                                             | DQPSK                                                     | DQPSK                          |
| 3.2. Przepływność bitowa:                                                                          | 728 kbit/s                                                | 728 kbit/s                     |
| 3.3. Częstotliwość nośnej fonii cyfrowej w stosunku do nośnej wizji:                               | + 5,85 MHz                                                | + 5,85 MHz                     |
| 3.4. Stosunek mocy wartości szczytowej nośnej wizji i nośnej fonii cyfrowej:                       | 100:1                                                     | 100:1                          |
| 4. Najniższa granica kanału w stosunku do nośnej wizji:                                            | – 1,25 MHz                                                | – 1,25 MHz                     |
| 5. Plan kanałów w. cz.:                                                                            | Jak dla standardów D, K w eterze                          | Jak dla standardów D, K w TVK  |
| 5.1. Nominalna szerokość pasma kanału TV:                                                          | 8 MHz                                                     | 8 MHz                          |
| 5.2. Dolne pasmo specjalne:                                                                        | Nie stosowało się                                         | S01...S08 (110...174 MHz)      |
| 5.3. Pasmo VHF, 3 zakres:                                                                          | K6...K12 (174...230 MHz)                                  | K06...K12 (174...230 MHz)      |
| 5.4. Górne pasmo specjalne:                                                                        | Nie stosowało się                                         | S09...S17 (230...302 MHz)      |
| 5.5. Pasmo specjalne rozszerzone:                                                                  | Nie stosowało się                                         | S18...S38 (302...470 MHz)      |
| 5.6. Pasmo UHF, 4 zakres:                                                                          | 21...37 (470...606 MHz)                                   | K21...K37 (470...606 MHz)      |
| 5.7. Pasmo UHF, 5 zakres:                                                                          | 38...60 (606...790 MHz)                                   | K38...K60 (606...790 MHz)      |
| 5.8. Pasmo UHF, 5 zakres rozszerzony:                                                              | Nie stosowało się                                         | K61...K69 (790...862 MHz)      |